# Paramesotriton caudopunctatus
Paramesotriton caudopunctatus é uma espécie de anfíbio caudado pertencente à família Salamandridae. Endêmica da China.